# Warkotsch (Adelsgeschlecht)

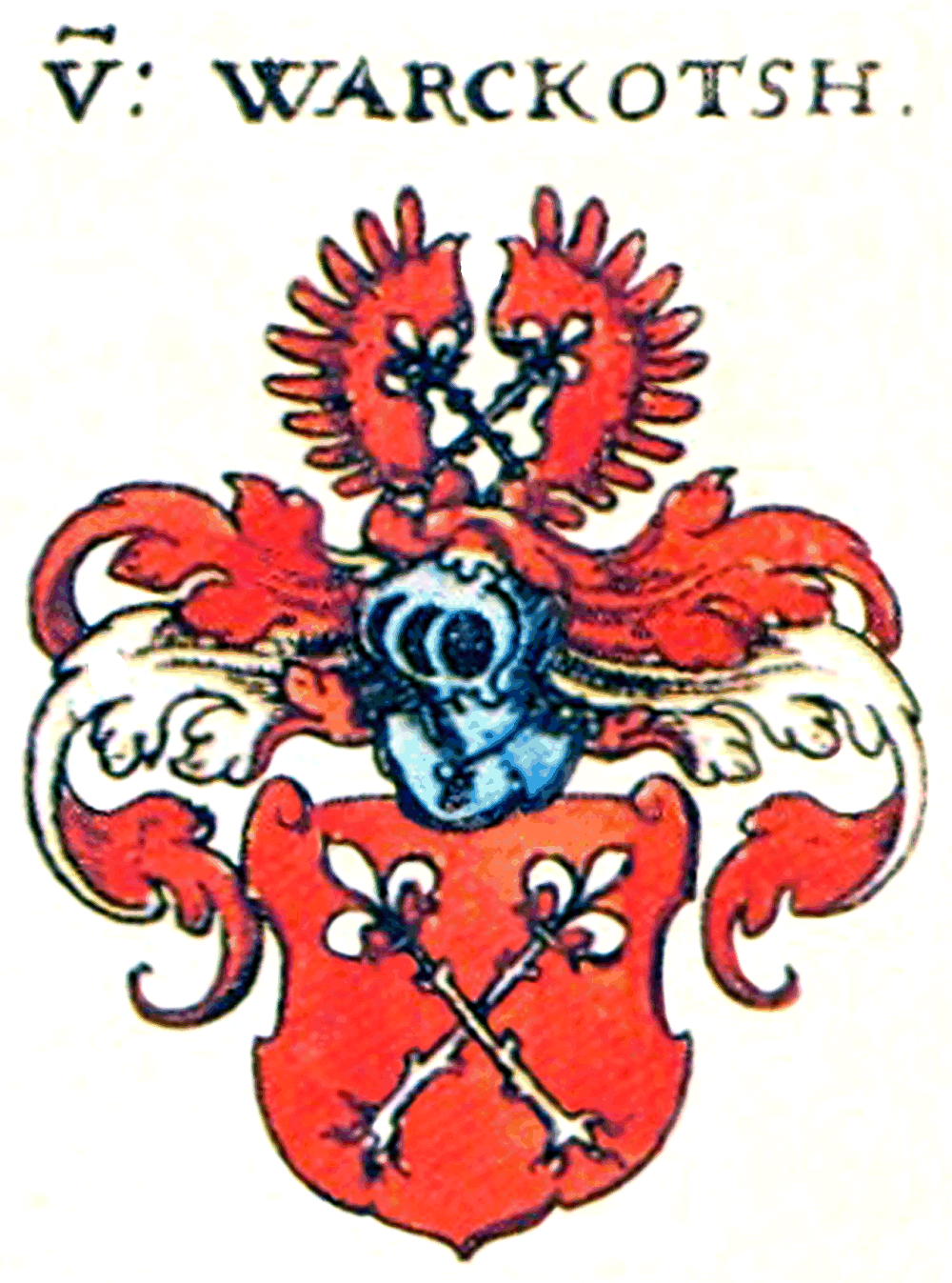
Wappen im Siebmacher

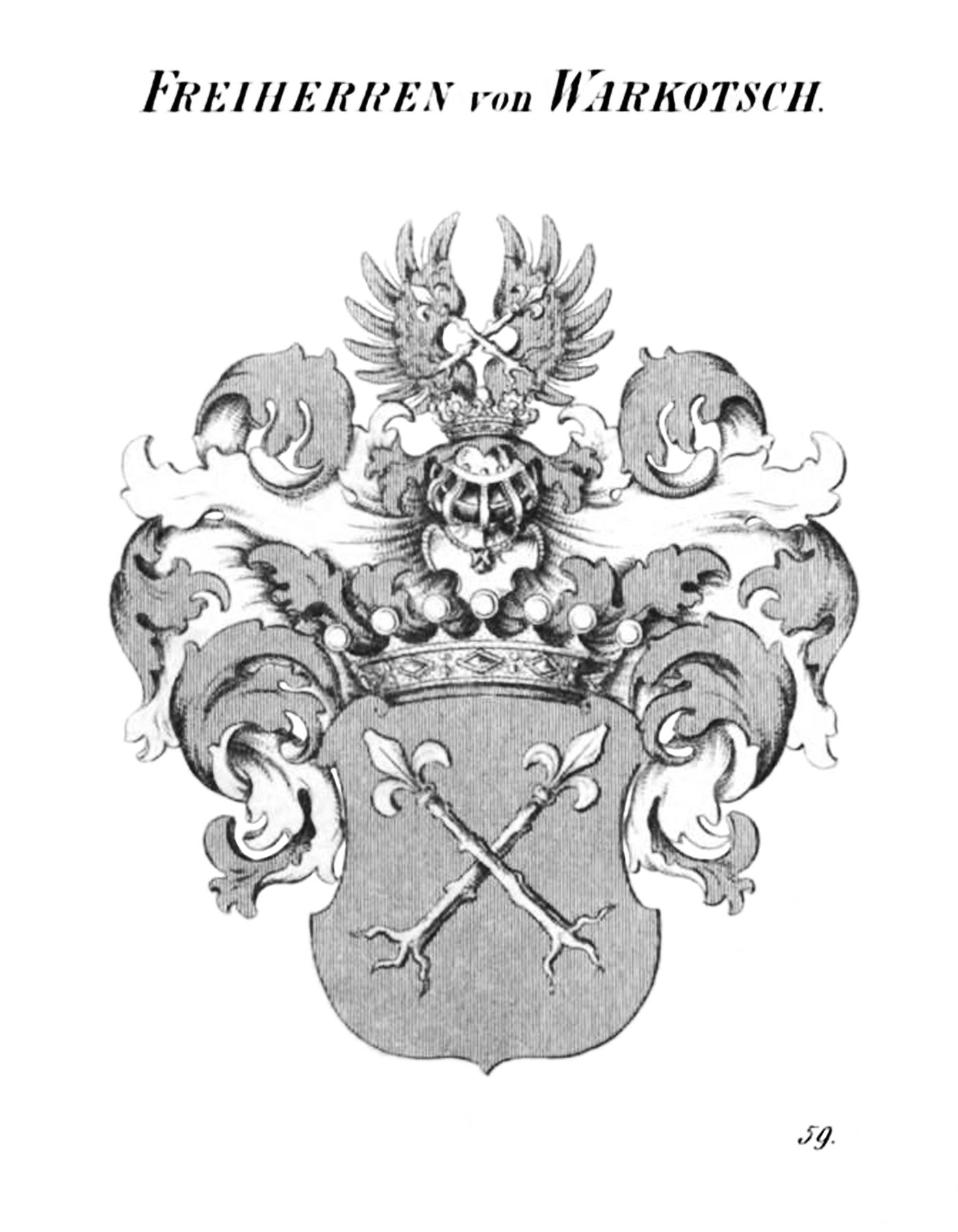
Freiherrliches Wappen

Warkotsch (auch Warkotzsch, Varkocz, Varkuch bzw. Warkosch) ist der Name eines alten schlesischen Adelsgeschlechts, das 1735 in den böhmischen Freiherrenstand erhoben wurde.

## Geschichte
Wie Sinapius berichtete soll die Familie vor dem 15. Jahrhundert aus dem Königreich Ungarn in das Herzogtum Schlesien gezogen sein. Das nach dem Stammsitz Warkotsch bei Strehlen benannte Geschlecht teilte sich u. a. in die Linien Neobschütz bei Strehlen, Langheinersdorf bei Gloglau, Silbitz und Wilmsdorf bei Brieg, Rennersdorf, Schwesterwitz, Meydorf bei Münsterberg, Granau, Neudorf bei Oppeln, Klein-Schönbrunn bei Militsch und Schönbrunn bei Strehlen. Otto von Borschwitz und seinen Erben überließen Neobschütz 1476 Johann von Warkotsch. 1490 versetzte Herzog Heinrich I. von Münsterberg das Gut den Wakotsch aus einem Lehen in ein Erbe.
Die Stammreihe beginnt mit dem frühesten bekannten Ahnenherren Nikolaus Warkotsch auf Neobschütz († 1518), welcher 1503 bei dem unter Herzog Karl I. von Münsterberg zu Frankenstein gehaltenen Ritterrecht als Beisitzer erwähnt wurde. Nach seinem Tod erbten Neobschütz Abraham und Franz von Warkotsch. 1558 erhielt es der Bruder von Franz, Christoph Warkotsch auf Schwesterwitz. Nach ihm folgten als Besitzer 1567 Heinrich Warkotsch, ferner Hedwig von Zesch, geb. Warkotsch. Letztere hinterließ Neobschütz testamentarisch dem George Warkotsch, Freiherr auf Rolegg, Bogislau und Stallartz. Nach 1567 bis 1604 besaß Georg von Warkotsch auf Neobschütz auch das Gut Silbitz. 1540 nahm Georg von Warkotsch als Oberst im Türkenkrieg bei der Belagerung von Ofen teil. 1543 verteidigte er als kaiserlicher General und Kommandant die Festung Stuhlweißenburg, bei der Belagerung er im Kampf getötet wurde. Zur gleichen Zeit war Thomas von Warkotsch Adoptivsohn des kaiserlichen Oberst und Gouverneur Graf Pereny.
Am 12. Februar 1735 erhielt der Hauptmann Carl Ferdinand von Warkotsch, Angehöriger der Linie Warkotsch auf Schönbrunn, vom Kaiser den erblichen böhmischen Freiherrenstand. Sein Bruder, der Protestant Heinrich Gottlob von Warkotsch diente bis 1756 im k. k. Heer als Hauptmann. Nach dem Tod Carl Ferdinands, übernahm er die väterlichen Güter in der Herrschaft Strehlen, darunter Schönbrunn und Ober- und Nieder-Rosen. Er wurde bekannt durch den Versuch, Friedrich den Großen während des Siebenjährigen Krieges an die Österreicher zu verraten. Nach seinem Tod erlosch die Linie Warkotsch auf Schönbrunn. Der königlich-preußische Kammerherr Carl Ferdinand von Warkotsch, Besitzer des Gutes Rybna bei Beuten konvertierte aufgrund eines wundertätigen Marienbildes zum katholischen Glauben. Sein Sohn Anton von Warkotsch († 1824) diente als königlich-preußischer Hauptmann im Regiment von Sanitz. Ihm folgte sein Sohn, der königlich-preußische Major Carl Anton Leopold von Warkotsch auf Strachwitz (* 1784). Seine Kinder waren u. a. der k. k. Major Ernst von Warkotsch (* 1818), Erb- und Gerichtsherr von Strachwitz, sowie Oskar von Warkotsch (* 1827).

## Wappen
Stammwappen: In Rot zwei in ein Andreaskreuz gelegte ausgerissene Stauden, oben jede mit einer heraldischen silbernen Lilie belegt. Auf dem Helm mit rot–silbernen Helmdecken die gekreuzten Lilien-Stauden vor einem offenen roten Flug.

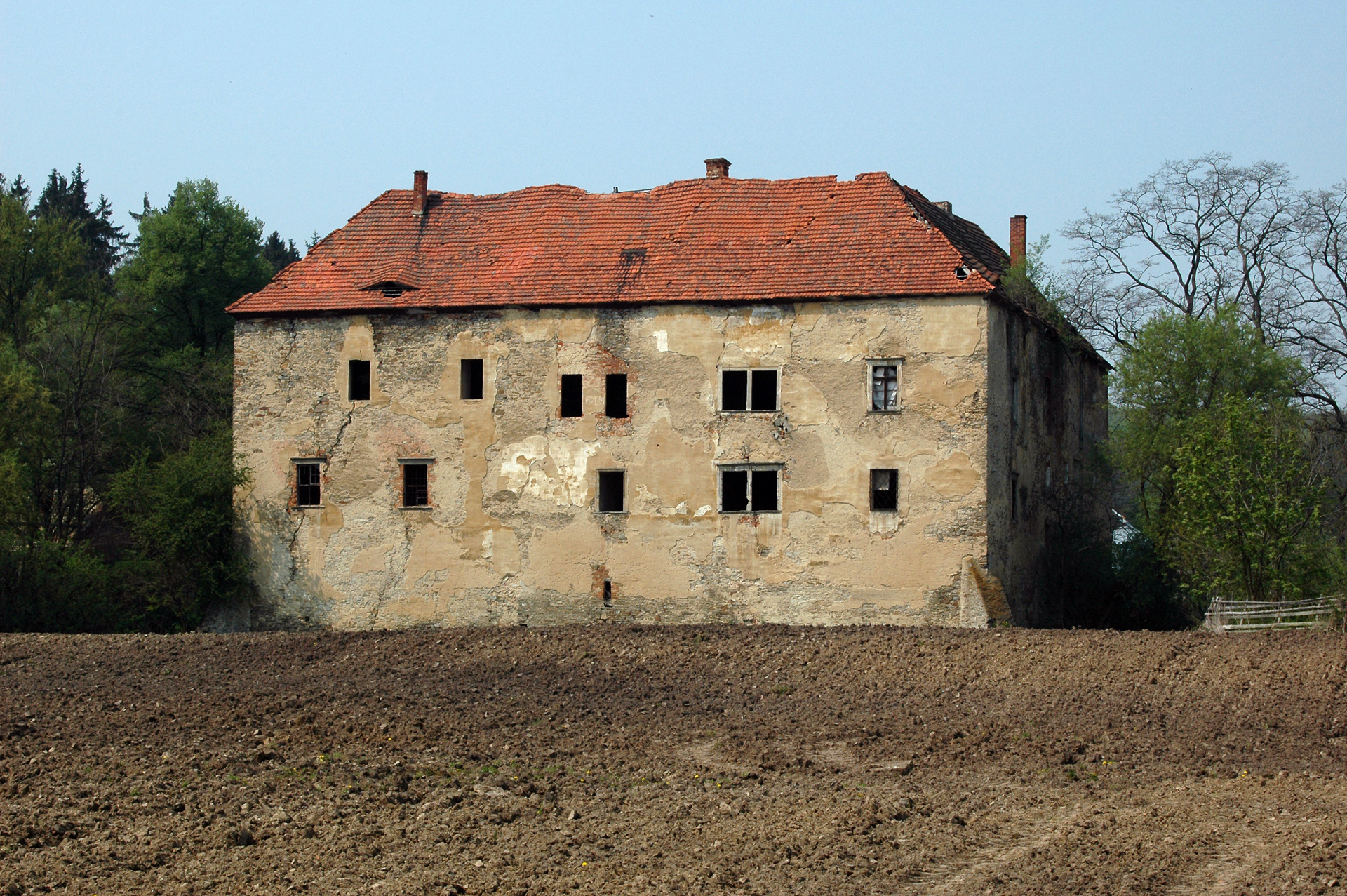
Schloss Neobschütz

## Besitzungen (Auswahl)

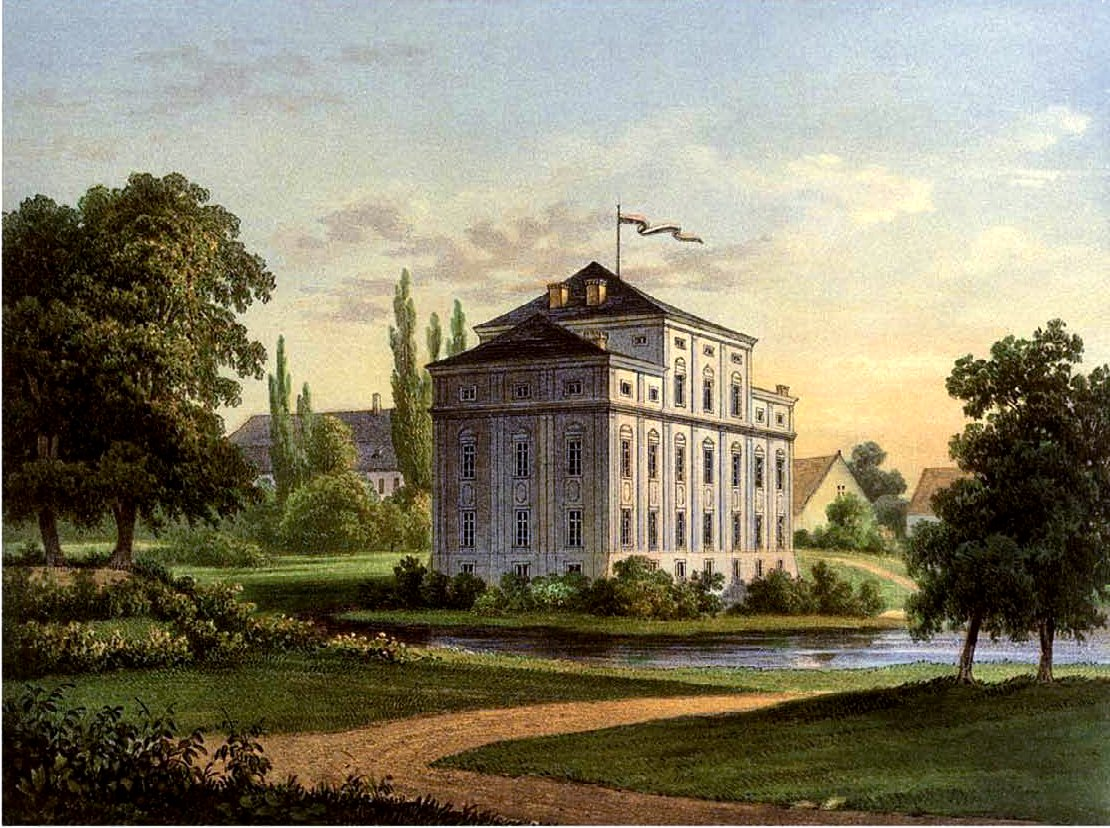
Schloss Silbitz

- Warkotsch (14. Jahrhundert?)
- Neobschütz (1476–1630)
- Silbitz (1567–1604)
- Schönbrunn (18. Jahrhundert)
- Rosen (18. Jahrhundert)

## Angehörige (Auswahl)
- Nikolaus Warkotsch auf Neobschütz († 1518), 1503 Ritterrechtsassessor[5]
- Jakob von Warkotsch auf Hennersdorf, 1556 herzoglicher Rat und Landeshauptmann des Fürstentums Oels
- Christoph Warkotsch von Neobschütz auf Schwesterwitz, 1556 Landeshauptmann des Fürstentums Münsterberg, 1561 Landrechtsbeisitzer der Fürstentümer Oppeln und Ratibor
- Hans Abraham Warkotsch von Neobschütz und Grunau, 1586 fürstlicher Rat und Kammermeister
- Heinrich Gottlob von Warkotsch (1706–1764), wurde bekannt durch den Versuch, Friedrich den Großen während des Siebenjährigen Krieges an die Österreicher zu verraten.